# Dobai Vilmos
Dobai Vilmos (eredeti neve: Deutsch Vilmos) (Budapest, 1928. december 16. – Budapest, 2012. június 18.) magyar rendező. Anyai ükapja Schwab Löw (1794–1857) főrabbi volt.

## Életpályája
Deutsch Jenő (1879–1944) magántisztviselő és Pfeifer Leonie (1891–1970) középiskolai tanár fiaként született. 1935–1939 között Nemesné Müller Márta általános iskolájában, majd 1939–1947 között a budapesti Izraelita Hitközség Gimnáziumában tanult. 1948–1952 között a Színház- és Filmművészeti Főiskola színházi rendező szakára járt, ahol Nádasdy Kálmán tanította. 1952–1954 között a kecskeméti Katona József Színházban, 1954–1956 között a Szegedi Nemzeti Színházban dolgozott rendezőként. 1957–1962 között a Pécsi Nemzeti Színház rendezője, 1962–1974 között főrendezője volt. 1961–1966 között az Egyetemi Színpad Universitas együttesének alapítója és művészeti vezetője volt. 1965–1973 között a Színházművészeti Szövetség Rendező Tagozat titkára volt.
1974–1981 között a Magyar Televízió, a Nemzeti Színház, a Vígszínház és a Radnóti Miklós Színház rendezője, 1975-től 10 évig a Magyar Rádió Irodalmi Osztályának rendezője, 1985-től vezető rendezője volt.

## Színházi rendezései
A Színházi Adattárban regisztrált bemutatóinak száma: 73.
| - Makarenko: Az új ember kovácsa (1952) - Mikszáth Kálmán: A Noszty fiú esete Tóth Marival (1952, 1958) - Strauss: A denevér (1952) - Kerekes János: Állami áruház (1953) - Gogol: A revizor (1953) - Klíma: A szerencse nem pottyan az égből (1953) - Molière: Tartuffe (1953) - Molière: Furfangos fickó (1953) - Schiller: Ármány és szerelem (1953) - Mikszáth Kálmán: A beszélő köntös (1954) - Kacsoh-Kenessey: János vitéz (1954) - Jókai Mór: A kőszívű ember fiai (1955) - Sárközy István: A szelistyei asszonyok (1955) - Leonov: Tisztítótűz (Invázió) (1956) - Hurst: Mellékutca (1956) - Benatzky: Az esernyős király (1958-1959) - Kálmán Imre: A cigányprímás (1958) - Fehér Klára: Nem vagyunk angyalok (1958) - Gorkij: Ellenségek (1958, 1973) - Fall: Sztambul rózsája (1958) - Victor Hugo: A királyasszony lovagja (1959) - Kállai István: Kötéltánc (1959) - Achard: A világ legszebb szerelme (1959) - Heltai Jenő: A tündérlaki lányok (1960) - Csehov: Ványa bácsi (1960) - Sándor Iván: Az R 34-es repülőjárat (1961) - Molnár Ferenc: Olympia (1961) - Molnár Ferenc: Játék a kastélyban (1961) - Euripidész-Devecseri: Alkésztisz (1961) - Arbuzov: Az elveszett fiú (1962) - Strauss: Cigánybáró (1962) - Victor Hugo: Ezer frank jutalom (1962) - García Lorca: Yerma (1962) - Anouilh: Erkölcsös szerelem (1963) | - Buero Vallejo: Az égető sötétség (1963, 1976) - Pályi András: A tigris (1963) - Borchert: Az ajtón kívül (1963) - William Shakespeare: Hamlet, dán királyfi (1964) - Anouilh: Colombe (1964) - William Shakespeare: Richard III. (Harmadik Richard) (1964) - Lenz: Bűntelenek (1964) - Csehov: Három nővér (1965) - Balázs Béla: A kékszakállú herceg vára (1965) - Csokonai Vitéz Mihály: Az özvegy Karnyóné s a két szeleburdiak (1965) - William Shakespeare: Lear király (1965) - Lenz: A nevelő úr (1965) - Baldwin: Ének Charlie úrért (1966) - Ránki György: Egy szerelem három éjszakája (1966) - William Shakespeare: Szeget szeggel (1966) - William Shakespeare: Két veronai nemes (1966) - Loeve: My fair lady (1967) - William Shakespeare: A rózsák háborúja (1967) - Gosztonyi János: A sziget (1968) - Miller: Pillantás a hídról (1968) - Dévényi Róbert: Páros merülés (1969) - Giraudoux: Judit (1969) - Illyés Gyula: Tiszták (1969) - William Shakespeare: Szentivánéji álom (1970) - Illyés Gyula: Bölcsek a fán (1971) - Gorkij: Az utolsók (1972) - William Shakespeare: Macbeth (1972) - Sándor Iván: Az áldozat hegyén (1973) - Williams: A vágy villamosa (1974) - Deák Tamás: A gyóntatószék (1976) - Kocsis István: Tárlat az utcán (1976) - Kocsis István: Bolyai estéje (1976) - Everac: Néhány hamis pofon (1978) - Mitterer: Szibéria (1991) |

## Tévéfilmjei
- Földünk és vidéke (1978)

## Rádiójátékai
Rádiójátékai Archiválva 2020. augusztus 7-i dátummal a Wayback Machine-ben

## Díjai, elismerései
- Jászai Mari-díj (1966)[4]
- Érdemes művész (1988)[4]
- Cserés Miklós-díj (1994)[4]
- Magyar Rádiózásért (1995)[4]
- Ezüst Toll (1998)